# 合井乡
合井乡，是中华人民共和国四川省凉山彝族自治州布拖县曾经下辖的一个乡。位于县境南部，隔金沙江与云南省相望，距县城76公里。2021年1月12日，撤销合井乡，其所属行政区域为龙潭镇的行政区域。

## 行政区划
合井乡撤销前下辖以下地区：
合井村、朵洛村、雄块村、博瓜莫村、洛莫村、菲洛达村和坪子村。